# 6155 Yokosugano
6155 Yokosugano este un asteroid din centura principală de asteroizi.

## Descriere
6155 Yokosugano este un asteroid din centura principală de asteroizi. A fost descoperit pe 11 noiembrie 1990 la Minami-Oda de Toshiro Nomura și Koyo Kawanishi. Asteroidul prezintă o orbită caracterizată de o semiaxă mare de 2,53 ua, o excentricitate de 0,18 și o înclinație de 4,1° în raport cu ecliptica.